# Марцелін (Західнопоморське воєводство)
Марцелін (пол. Marcelin) — село в Польщі, у гміні Щецинек Щецинецького повіту Західнопоморського воєводства.
Населення — 442 особи (2011).

## Демографія
Демографічна структура станом на 31 березня 2011 року:
|          | Загалом | Допрацездатний вік | Працездатний вік | Постпрацездатний вік |
| -------- | ------- | ------------------ | ---------------- | -------------------- |
| Чоловіки | 241     | 62                 | 163              | 16                   |
| Жінки    | 201     | 41                 | 121              | 39                   |
| Разом    | 442     | 103                | 284              | 55                   |